# Lộ quân
Lộ quân (路軍/路军, tiếng Anh: Route Army) là một hình thức biên chế quân sự của Quốc dân Cách mệnh Quân (Trung Quốc) từ 1929 đến 1937, gồm các quân đoàn, sư đoàn hoặc lữ đoàn độc lập hợp thành. Biên chế này được Trung Quốc sử dụng phổ biến trong Nội chiến Quốc-Cộng lần thứ nhất cho đến đầu cuộc Chiến tranh Trung-Nhật, nhưng đến năm 1938 thì được thay bằng biên chế Tập đoàn quân.

## Khái lược
Tháng 3 năm 1929, Tưởng Giới Thạch, trên danh nghĩa Tổng tư lệnh Hải Lục Không quân, ra lệnh cải tổ quân đội, biên chế bộ đội toàn quốc thành các lộ quân thống nhất, gồm cả lực lượng chính quy, quân phiệt địa phương. Sau Sự biến Tây An, Quốc - Cộng hợp tác, các đơn vị Hồng quân Công Nông cũng được biên chế thống nhất thành các lộ quân. Đến tháng 9 năm 1937, biên chế Lộ quân được cải tổ thành biên chế Tập đoàn quân, tuy nhiên nhiều ngươi vẫn quen gọi phiên hiệu theo các lộ quân cũ mà điển hình là các đơn vị thuộc Bát lộ quân do Đảng Cộng sản Trung Quốc lãnh đạo.

## Danh sách các lộ quân
| TT | Phiên hiệu                                              | Các đời tổng chỉ huy                                                                          | Ghi chú |
| -- | ------------------------------------------------------- | --------------------------------------------------------------------------------------------- | --- |
| 1  | Lộ quân số 1 第一路军 Đệ nhất lộ quân                   | Chu Bồi Đức, Hà Ứng Khâm, Phương Đỉnh Anh, Trần Điều Nguyên                                   | Do các quân đoàn 3, 5 hợp thành                                                                             |
| 2  | Lộ quân số 2 第二路军 Đệ nhị lộ quân                    | Lưu Trĩ, Đường Sinh Trí                                                                       | Do các quân đoàn 1, 2 hợp thành. Năm 1931 cải thành Tập đoàn quân Tiễu Xích quân Nam lộ                     |
| 3  | Lộ quân số 3 第三路军 Đệ tam lộ quân                    | Hàn Phúc Củ                                                                                   | Do các lực lượng quân địa phương ở Tây Bắc, Dự, Mã quân Hồi giáo hợp thành                                  |
| 4  | Lộ quân số 4 第四路军 Đệ tứ lộ quân                     | Hà Kiện                                                                                       | Do quân địa phương Hồ Nam tổ thành                                                                          |
| 5  | Lộ quân số 5 第五路军 Đệ ngũ lộ quân                    | Đường Sinh Trí, Hà Thành Tuấn, Vương Kim Ngọc                                                 | Do đơn vị bộ thuộc cũ của Đường Sinh Trí hợp thành                                                          |
| 6  | Lộ quân số 6 第六路军 Đệ lục lộ quân                    | Phương Chấn Vũ, Chu Thiệu Lương                                                               | Do quân đoàn 10 cải biên thành                                                                              |
| 7  | Lộ quân số 7 第七路军 Đệ thất lộ quân                   | Lưu Tương                                                                                     | Do quân đoàn 21 quân địa phương Tứ Xuyên cải biên thành                                                     |
| 8  | Lộ quân số 8 (1) 第八路军 Đệ bát lộ quân                | Lý Tế Thâm, Trần Tế Đường                                                                     | Do các quân đoàn 4, 11 quân địa phương Quảng Đông hợp thành. Năm 1936 phản Tưởng, phiên hiệu bị triệt tiêu. |
| 9  | Lộ quân số 8 (2) 第八路军 Đệ bát lộ quân                | Chu Đức                                                                                       | Do các đơn vị của Hồng quân Công Nông hợp thành                                                             |
| 10 | Lộ quân số 9 第九路军 Đệ cửu lộ quân                    | Lỗ Địch Bình                                                                                  | Do sư đoàn 18 quân địa phương Hồ Nam cải biên thành                                                         |
| 11 | Lộ quân số 10 第十路军 Đệ thập lộ quân                  | Long Vân                                                                                      | Do quân đoàn 38 quân địa phương Vân Nam và quân đoàn 40 quân địa phương Quý Châu hợp thành                  |
| 12 | Lộ quân số 11 第十一路军 Đệ thập nhất lộ quân           | Lưu Trấn Hoa, Lưu Mậu Ân                                                                      | Do quân địa phương Hà Nam hợp thành                                                                         |
| 13 | Lộ quân số 12 第十二路军 Đệ thập nhị lộ quân            | Điền Tụng Nghiêu                                                                              | Do quân đoàn 29 quân địa phương Tứ Xuyên cải biên thành                                                     |
| 14 | Lộ quân số 13 (1) 第十三路军 Đệ thập tam lộ quân        | Thạch Hữu Tam                                                                                 | Do quân địa phương Tây Bắc hợp thành                                                                        |
| 15 | Lộ quân số 13 (2) 第十三路军 Đệ thập tam lộ quân        | Hạ Đấu Dần, Vương Kim Ngọc                                                                    | Do sư đoàn 13 quân địa phương Hồ Bắc cải biên thành                                                         |
| 17 | Lộ quân số 14 第十四路军 Đệ thập tứ lộ quân             | Đặng Tích Hậu                                                                                 | Do quân đoàn 29 quân địa phương Tứ Xuyên cải biên thành                                                     |
| 18 | Lộ quân số 15 第十五路军 Đệ thập ngũ lộ quân            | Mã Đình Tương, Mã Hồng Quỳ                                                                    | Do quân địa phương Mã gia Hồi giáo hợp thành                                                                |
| 19 | Lộ quân số 16 (1) 第十六路军 Đệ thập lục lộ quân        | Phó Tác Nghĩa                                                                                 | Do các đơn vị thuộc quyền Phó Tác Nghĩa hợp thành                                                           |
| 20 | Lộ quân số 16 (2) 第十六路军 Đệ thập lục lộ quân        | Cố Chúc Đồng, Từ Nguyên Tuyền                                                                 | Do quân đoàn 1 trung ương cải biên thành                                                                    |
| 21 | Lộ quân số 17 (1) 第十六路军 Đệ thập thất lộ quân       | Tôn Điện Anh                                                                                  | Do quân địa phương Tây Bắc hợp thành                                                                        |
| 22 | Lộ quân số 17 (2) 第十六路军 Đệ thập thất lộ quân       | Dương Hổ Thành                                                                                | Do quân địa phương Thiểm Tây hợp thành. Là đơn vị phát động Sự biến Tây An                                  |
| 23 | Lộ quân số 18 (1) 第十八路军 Đệ thập bát lộ quân        | Kim Thụ Nhân, Triệu Tịch Sính                                                                 | Do quân địa phương Tân Cương hợp thành                                                                      |
| 24 | Lộ quân số 18 (2) 第十八路军 Đệ thập bát lộ quân        | Mao Quang Tường                                                                               | |
| 25 | Lộ quân số 19 第十九路军 Đệ thập cửu lộ quân            | Chu Đại, Tưởng Quang Nãi                                                                      | Do quân địa phương Quảng Đông hợp thành                                                                     |
| 26 | Lộ quân số 20 (1) 第二十路军 Đệ nhị thập lộ quân        | Triệu Thừa Thụ                                                                                | Do quân địa phương Sơn Tây hợp thành                                                                        |
| 27 | Lộ quân số 20 (2) 第二十路军 Đệ nhị thập lộ quân        | Trương Phương                                                                                 | Do quân địa phương Hà Nam hợp thành                                                                         |
| 28 | Lộ quân số 21 (1) 第二十一路军 Đệ nhị thập nhất lộ quân | Tưởng Giới Thạch ủy nhiệm Cát Hồng Xương làm Tổng chỉ huy, tuy nhiên Cát không nhận chức.     | |
| 29 | Lộ quân số 21 (2) 第二十一路军 Đệ nhị thập nhất lộ quân | Hạ Đẩu Dần                                                                                    | Do sư đoàn 13 quân địa phương Hồ Bắc cải biên thành                                                         |
| 30 | Lộ quân số 22 (1) 第二十二路军 Đệ nhị thập nhị lộ quân  | Phùng Dật Bùi                                                                                 | Do Sư đoàn huấn luyện trung ương cải biên thành                                                             |
| 31 | Lộ quân số 22 (2) 第二十二路军 Đệ nhị thập nhị lộ quân  | Cát Hồng Xương                                                                                | Do sư đoàn 30 của Cát Hồng Xương cải biên thành                                                             |
| 32 | Lộ quân số 23 第二十三路军 Đệ nhị thập tam quân         |                                                                                               | Khuyết biên chế                                                                                             |
| 33 | Lộ quân số 24 (1) 第二十四路军 Đệ nhị thập tứ lộ quân   | Tôn Sở                                                                                        | Do quân địa phương Sơn Tây hợp thành                                                                        |
| 34 | Lộ quân số 24 (1) 第二十四路军 Đệ nhị thập tứ lộ quân   | Tưởng Giới Thạch ủy nhiệm Trương Tự Trung làm Tổng chỉ huy, tuy nhiên Trương không nhận chức. | Do sư đoàn 6 quân địa phương Tây Bắc cải biên hợp thành                                                     |
| 35 | Lộ quân số 25 第二十五路军 Đệ nhị thập ngũ lộ quân      | Lương Quang Anh                                                                               | Do sư đoàn 32 quân địa phương Tây Bắc cải biên thành                                                        |
| 36 | Lộ quân số 26 第二十六路军 Đệ nhị thập lục lộ quân      | Tôn Liên Trọng                                                                                | Do quân địa phương Tây Bắc hợp thành                                                                        |
| 37 | Lộ quân số 27 第二十七路军 Đệ nhị thập thất lộ quân     | Phùng Khâm Tai                                                                                | Do quân địa phương Thiểm Tây hợp thành                                                                      |